# Semiothisa delauta
Semiothisa delauta là một loài bướm đêm trong họ Geometridae.